# Jóansøkufestivalen
Jóansøkufestivalen (Midsommarfestivalen) är en musikfestival som hålls årligen på ön Suðuroy i Färöarna. Festivalen har över 80 års historia som den största sport- och kulturfestivalen på ön. Festivalen hålls på två de två största orterna på ön; i Tvøroyri vid ojämnt år och i Vágur på jämnt år.
Från början var Jóansøkufestivalen huvudsakligen en sport- och kulturfestival, med roddartävlingar, fotbollsmatcher och andra populära sporttävlingar. Men efter ökat intresse för musik på Färöarna blev det en allt större del av festivalen. Idag är festivalen en 3-4-dagarsfestival (tillsammans med sport och kultur) som både har kända lokala artister som internationella.
Varje år växer festivalen, år 2005 hade Suðuroy omkring 5 000 invånare och under festivaldagarna växer invånarantalet med cirka det dubbla. År 2006 förväntas det att festivalen ska få ännu fler besökare.
År 2006 hölls festivalen i Vágur mellan den 22 och 25 juni.